# 梁金泉 (1949年)
梁金泉（João Leong Kam Chun，1949年8月1日—），澳門執業會計師，京澳會計師事務所合夥人及創辦人，前澳廣視常務董事兼行政總裁。
曾任澳門會計師公會主席、公用事業關注協會理事長，澳門科學技術發展基金監事會監事、公共房屋事務委員會成員、經濟發展委員會委員、會計師專業委員會（前身：核數師暨會計師註冊委員會） 成員、《商法典》的適用情況的關注委員會成員、民政總署監察委員會成員、人力資源發展委員會成員、公共廣播服務工作小組成員、行政長官選舉委員會專業界成員、所得補充稅評稅委員會委員、所得補充稅覆評委員會委員、澳門資訊科技教育學會會長、澳門立法會議員（1988－1992）。
現任澳門會計專業聯會副會長、澳門執業會計師暨會計師公會（前身：核數師會計師公會）副會長、澳門會計師專業委員會成員（2020－2022）、經濟發展委員會顧問、市政署財政及財產監察委員會委員、公職司法援助委員會委員。

## 生平
國立台灣大學商學士。1988年曾以友誼協進會第二候選人名義，與何思謙、汪長南參加立法會選舉，並當選。1992年尋求連任但落敗。2001年與2009年與潘志明搭檔參選。2011年2月16日獲行政長官崔世安委任為澳廣視常務董事。2011年3月1日正式上任，2014年2月28日離任。